# Campoplex burmensis
Campoplex burmensis är en stekelart som beskrevs av Gupta och Maheshwary 1977. Campoplex burmensis ingår i släktet Campoplex och familjen brokparasitsteklar. Inga underarter finns listade.